# Ane Santesteban González
Ane Santesteban González   (Errenteria, 12 de desembre de 1990) és una ciclista basca, professional des del 2009 i actualment a l'equip Laboral Kutxa - Fundación Euskadi. Guanyadora del Campionat d'Espanya en ruta del 2013, va ser seleccionada per participar en la prova en ruta dels Jocs Olímpics de Rio de 2016.
El 2017 va ser atropellada mentre entrenava.

## Palmarès en ruta
- 2013
  -  Campiona d'Espanya en ruta

### Resultats a les Grans Voltes

#### Giro d'Itàlia
- 2010: 54a posició
- 2013: 68a posició
- 2016: 24 posició
- 2017: 19a posició
- 2018: 9a posició
- 2019: 12a posició
- 2020: 7a posició
- 2021: 32a posició
- 2023: 10a posició
- 2024: 21a posició
- 2025: 42a posició

#### Tour de França
- 2022: 60a posició
- 2023: 8a posició

- 2024: 45a posició
- 2025: 35a posició

#### Volta a Espanya
- 2023: 18a posició
- 2025: 63a posició